# Veronica linariifolia
Veronica linariifolia är en grobladsväxtart. Veronica linariifolia ingår i släktet veronikor, och familjen grobladsväxter.

## Underarter
Arten delas in i följande underarter:
- V. l. cartilaginea
- V. l. dilatata
- V. l. linariifolia